# Obala
Obala este un oraș din Camerun, aflat la 45 de km de Yaoundé.